# Amboten (Adelsgeschlecht)

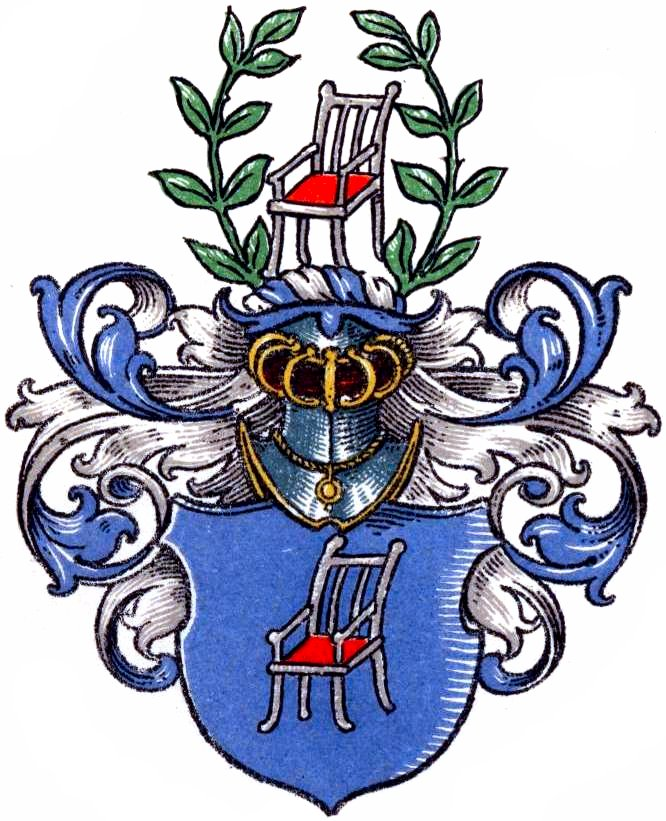
Stammwappen derer von Amboten im Wappenbuch des Westfälischen Adels

Die Herren von Amboten waren ein ursprünglich baltisches, später westfälisches Adelsgeschlecht.

## Geschichte
Das deutsche Geschlecht wurde 1472 mit Thomas Aboten im Bistum Kurland zuerst urkundlich genannt, beginnt mit diesem auch seine Stammreihe. Der Geschlechtsname entlehnt sich nach der Bischofsburg Amboten (lettisch Embūtes pilsdrupas; heute eine Ruine und Teil der Gemeinde Vaiņode (Weinoden) in Lettland). Am 10. Oktober 1841 wurde die Familie mit der Nr. 111 nachträglich in den Matrikel der Ritterschaft verzeichnet.
Zeitweise waren in Kurland die Güter Dannhof (–1700) im Kirchspiel Alt-Raden, Backhusen (1486–1609), Taujan (um 1609–1710) und Wibingen im Kirchspiel Amboten, Alt- (1472–1698) und Neu-Peltzen (1472–1692), Rudden und Urseln (1472–1700), Tels-Paddern (1524–um 1726), Remessen (nach 1622–1633) alle im Kirchspiel Neuhausen, schließlich Alt-Odern (1706–1730) im Kirchspiel Talsen, in Familienbesitz.
Bereits um 1630 kam das Geschlecht nach Westfalen, wo die Familie einen Burgmannshof in Vechta, Reigerding bei Rhede und den Rittersitz Eichholz im Kreis Brakel besaß.
Das Geschlecht erlosch 1810 im Mannesstamm.

## Wappen
In Blau ein silberner Lehnstuhl mit rotem Kissen. Derselbe auf dem Helm zwischen zwei grünen Zweigen. Die Helmdecken in blau-weiß.
Die Wappen der Familie in Polen und im Baltikum zeigen dagegen einen goldenen Stuhl und eine blau-goldene Helmdecke.

Polnisches Amboten-Wappen
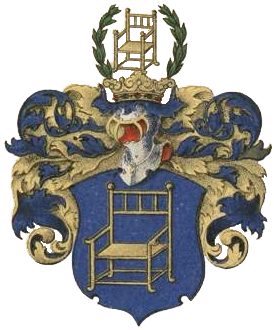
Amboten-Wappen im Baltischen Wappenbuch

## Persönlichkeiten
- Johann II. von Amboten, 1621–1638 piltenscher Landrat, 1638–1651 Präsident des Landrats-Collegiums
- Friedrich Wilhelm von Amboten († nach 1802), würzburgischer Feldmarschallleutnant
- Maria Johanna von Aachen, geb. von Amboten (1755–1845), Schriftstellerin